# Jorge Góngora
Jorge Góngora (Lima, 12 ottobre 1906 – 25 giugno 1999) è stato un calciatore peruviano.

## Carriera
In carriera, Góngora giocò per l'Universitario e per il Perù col quale prese parte al Mondiale 1930.

## Palmarès

### Club

#### Competizioni nazionali
- Campionato peruviano: 1

Universitario: 1929